# TweetDeck
TweetDeck — це програма на інформаційній панелі соціальних мереж для керування обліковими записами Twitter. Спочатку незалежний додаток, TweetDeck згодом був придбаний компанією Twitter Inc. та інтегрований в інтерфейс Twitter. Він уже давно вважався одним із найпопулярніших клієнтів Twitter за відсотком опублікованих твітів, поряд з офіційним веб-клієнтом Twitter та офіційними програмами для iPhone й Android.
Завдяки тому, що сервіс призначений для надсилання відкладених постів у твітері Російське провладне видання «РИА Новости» 8 квітня 2022 року в ході російського вторгнення в Україну запостило інформацію про обстріл вокзалу у Краматорську о 10:25 — раніше самого удару. Хоча перші повідомлення в чатах почали з'являтися приблизно о 10:30, що підтверджують більшість людей.
Як і інші програми Twitter, він взаємодіє з API Twitter, щоб дозволити користувачам надсилати й отримувати твіти та переглядати профілі.
Його можна використовувати як вебзастосунок додаток для macOS. До 2015 року він також міг використовуватися як додаток для Chrome, а до 2022 року він також міг використовуватися як додаток для MacOS. Тепер користувачі перенаправляються до вебзастосунку.

## Інтерфейс користувача
TweetDeck складається з серії настроюваних стовпців, які можна налаштувати для відображення хронології користувача Twitter, згадок, прямих повідомлень, списків, тенденцій, вибраного, результатів пошуку, хештегів або всіх твітів від або для одного користувача. Він подібний до програми «Dashboard App» Twitter, яка була припинена в 2016 році Клієнт використовує власне автоматичне й невидиме скорочення URL-адреси Twitter, завдяки чому посилання будь-якої довжини використовуватиме лише 23 символи з обмеження твіту в 280 символів. Усі стовпці можна відфільтрувати, щоб включити або виключити слова чи твіти користувачів. Твіти можна надіслати негайно або запланувати на доставку пізніше.
Користувачі можуть контролювати кілька облікових записів одночасно. Для додаткової безпеки облікового запису користувачі, які входять за допомогою свого імені користувача та пароля Twitter, можуть використовувати власну двоетапну перевірку Twitter.
Станом на травень 2015 року TweetDeck додав функцію «етап підтвердження», що дає користувачам можливість вимагати додатковий крок перед надсиланням твіту. Зміни в API Twitter у лютому 2018 року обмежили можливість TweetDeck та інших сторонніх програм надсилати масові твіти через занепокоєння щодо зловживання ботами, які масово публікують вміст і дописи. Зміна також обмежує можливість використання кількох облікових записів через API.
У липні 2021 року Twitter оголосив про запуск бета-версії оновлення TweetDeck. Нова версія матиме інший візуальний вигляд і включатиме більше функціональних можливостей основного веб-сайту Twitter. Представник компанії сказав, що бета-версія включає «повноцінний редактор твітів, нові розширені функції пошуку, нові типи стовпців і новий спосіб групування стовпців у чисті робочі області».

## Історія продукту
4 липня 2008 року — була випущена перша версія TweetDeck, спочатку незалежного додатка для Twitter Ієна Додсворта.
19 червня 2009 року — випущена версія для iPhone.
Травень 2010 року — випущена версія для iPad.
Жовтень 2010 року — версія Android стала доступною після періоду загальнодоступної бета-версії.
25 травня 2011 року — Twitter придбав TweetDeck.
15 вересня 2011 року — TweetDeck написав у Твіттері, що будуть випущені нові оновлення для всіх версій і що «як частина процесу забезпечення більшої сумісності TweetDeck з мобільними додатками Twitter.com та Twitter ми видаляємо deck.ly із інших програм». Багато користувачів висловили свій гнів через видалення цієї функції в коментарях на iOS і Android Market. Deck.ly раніше дозволяв користувачам публікувати твіти довжиною понад 140 символів.
8 грудня 2011 року — Twitter випустив нову версію під назвою "TweetDeck від Twitter"у рамках редизайну своїх сервісів. У цьому випуску TweetDeck змінився з програми Adobe AIR на рідну програму для Windows і Mac OS X, представивши веб-версію TweetDeck для веб-переглядачів WebKit на основі існуючої програми TweetDeck в Google Chrome. Оновлення припинило підтримку облікових записів LinkedIn, Google Buzz, Foursquare та MySpace.
4 березня 2013 року — TweetDeck оголосив у дописі в блозі, що вони призупинять мобільні версії TweetDeck, включаючи TweetDeck AIR, TweetDeck для iPhone та TweetDeck для Android, які були видалені з відповідних магазинів програм у травні. У TweetDeck сказали, що вони «зосередять наші зусилля на розробці наших сучасних веб-версій».
Травень 2013 — користувачів повідомили, що «Facebook більше не підтримується у TweetDeck», а облікові записи Facebook і колонки Facebook будуть видалені 7 травня. Усі неофіційні варіанти TweetDeck припинили роботу на початку травня 2013 року через більш обмежену версію API 1.1.
25 липня 2013 року — о 12:00 за європейським стандартним часом, Twitter вимкнув API v1, який фактично закрив версії TweetDeck для Android, iOS та AIR.
11 грудня 2013 року — Twitter почав дозволяти новим користувачам TweetDeck входити в систему за допомогою своїх імен користувачів і паролів Twitter, усунувши попередні перешкоди для входу, які вимагали від користувачів зареєструвати окремий обліковий запис TweetDeck. У своєму блозі Twitter зазначив: «Коли єдиний вхід буде повністю доступний для всіх поточних користувачів, ми також зробимо можливим бездоганну інтеграцію ваших поточних налаштувань і параметрів TweetDeck»
11 червня 2014 року — у TweetDeck виявлено вразливість міжсайтового скриптингу, яка призвела до самовідтворюваного твіту, який вразив понад 83 000 користувачів Twitter.
15 квітня 2016 року — програма Windows припинила роботу
1 липня 2022 року — додаток MacOS припинив роботу, замість цього користувачі переспрямувалися на веб-сайт TweetDeck.

## Інтеграція з іншими сервісами соціальних мереж
Спочатку, як і зараз, TweetDeck був спрямований на соціальну мережу Twitter. Протягом багатьох років TweetDeck надавав підтримку інших соціальних мереж, але з тих пір цю підтримку відмінив.
16 березня 2009 року була випущена попередня версія з інтеграцією оновлення статусу Facebook. Станом на 8 квітня 2009 року оновлення статусу Facebook було частиною стандартної програми. Починаючи з версії 0.30 TweetDeck також підтримував інтеграцію з MySpace. Версія 0.32, випущена 30 листопада 2009 року, додала інтеграцію з LinkedIn та нові функції Twitter. У травні 2010 року TweetDeck також додав інтеграцію з соціальними мережами Google Buzz та Foursquare.
У 2012 році TweetDeck повернувся до підтримки лише Twitter і Facebook, припинивши підтримку LinkedIn, MySpace і нині неіснуючого Google Buzz з червня 2012 року.
У травні 2013 року TweetDeck скасував підтримку облікових записів Facebook.

## TweetDeck Ltd (компанія)
Через рік після запуску TweetDeck у 2008 році Ієн Додсворт отримав стартове фінансування в розмірі 300 000 доларів США від The Accelerator Group, Говарда Ліндзона, Таавета Хінрікуса, Джеррі Кемпбелла, Роджера Еренберга, betaworks, Брайана Покорні та Білла Тай. Компанія зібрала раунд фінансування серії А з багатьма з тих самих інвесторів, Роном Конвеєм, Денні Рімером і групою SV Angel.
25 травня 2011 року Twitter купив TweetDeck за 25 мільйонів фунтів стерлінгів після війни торгів з UberMedia Білла Гросса .
22 січня 2013 року американським директорам Twitter був надісланий лист від Companies House (Реєстратора компаній Сполученого Королівства) з попередженням про те, що їхня дочірня компанія у Великій Британії TweetDeck Ltd. знаходиться під загрозою закриття через порушення термінів бухгалтерської звітності. Це не мало жодного відношення до продукту чи послуги, якими на той час керував Twitter, а не TweetDeck Ltd, яка була офіційно вилучена з реєстру компаній Companies House та розпущена через неможливість надання звітності за 2011 рік.